# Axé (muzyka)
Axé – styl tanecznej muzyki brazylijskiej z lat 80. XX wieku.
Styl muzyczny powstał w Salvador da Bahia na północnym wschodzie Brazylii. Narodził się w latach 80. XX wieku dzięki połączeniu takich gatunków jak: ijexá, samba, samba-reggae, frevo, reggae, merengue, forró, rock, rytmów candomblé oraz innych rytmów afrobrazylijskich i afrolatynoskich. Początkowo muzykę axé grano podczas karnawału w Salvadorze.
Słowo axé pochodzi z języka joruba i jest rytualnym pozdrowieniem w lokalnych religiach candomblé i umbanda. Oznacza „pozytywną energię”.
Kiedy Daniela Mercury, wydawszy album „Canto da Cidade” w 1992 roku stała się znana w całej Brazylii, nazwa axé zaczęła być kojarzona obiegowo z całą muzyką Salvadoru, co jest błędne, ponieważ istnieje tu wiele innych gatunków muzyki, na przykład samba-reggae, samba de roda, pagode baiano i inne.
Przemysł muzyczny wydawał w latach 90. XX wieku liczne utwory z tego nurtu. „Fala axé” przetoczyła się przez Brazylię z punktem kulminacyjnym w 1998 roku i spopularyzowała zespoły grające ten gatunek w całym kraju.
Muzyka axé jest wykonywana przez następujących artystów: Daniela Mercury, Márcia Freire, Ivete Sangalo, Claudia Leitte, Margareth Menezes, Asa de Águia, Chiclete com Banana i innych.

## Historia
Początków muzyki axé należy szukać w latach 50. XX wieku, kiedy to podczas karnawału w Salvadorze, Dodô i Osmar wystąpili na platformie Forda 1929, grając frevo na gitarach elektrycznych (nazywanych gitarami z Bahia). W ten sposób narodził się jeden z symboli muzyki axé oraz karnawału, czyli trios elétricos (ciężarówki z głośnikami i platformami, na których występują artyści). W 1968 r. Caetano Veloso rozpowszechnił tę formę karnawałowego wyrazu w swojej piosence Atrás do Trio Elétrico. Następnym krokiem było dodanie tekstu do muzyki instrumentalnej, wykonywanej podczas karnawału i ten krok uczynił w latach 70. Moraes Moreira z grupy Novos Baianos. 

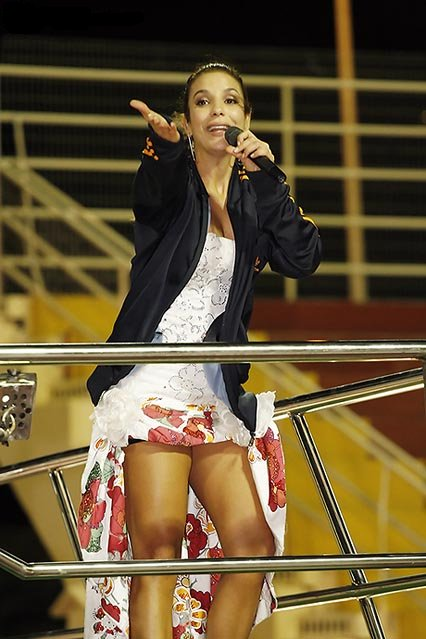
Ivete Sangalo – piosenkarka śpiewająca w stylu axé

Równocześnie z rozwojem trios elétricos powstawały i rozwijały się w Salvadorze bloki afro: Badauê, Ilê Ayê, Muzenza, Ara Ketu, Olodum oraz założony wcześniej blok afoxé Filhos de Gandhy (ich członkiem był Gilberto Gil). Bloki te grały muzykę afrykańską (ijexá), brazylijską (samba i maracatu) oraz karaibską (merengue). Olodum rozwinął także inny gatunek muzyczny o nazwie samba-reggae.
W 1974 r. w Salvadorze utworzono grupę Ilê Aiyê, która w swoich karnawałowych występach odwoływała się do afrobrazylijskiej religii candomblé. Ilê Aiyê zyskała ogromną popularność oraz licznych naśladowców. Afrykańskie wpływy, stroje i symbole stały się widoczne podczas występów takich bloków, jak Timbalada oraz wymienionych wcześniej Olodum i Filhos de Gandhy.
Muzyka axé w obecnym kształcie powstała w latach 80. XX wieku podczas karnawału w Salvadorze. Same imprezy karnawałowe z udziałem trios elétricos były już wówczas rozpowszechnione i podczas zabawy dominowała muzyka forró, reggae, maracatu i frevo. Z połączenia tych rytmów narodziło się axé.
Za pierwszą piosenkę nowego nurtu jest uznawana Fricote (Nega do cabelo duro), skomponowana przez Paulinho Camafeu i wykonywana przez Luiza Caldasa. Z chwilą powstania tej piosenki w 1985 r. został oficjalnie zapoczątkowany gatunek axé. W 1987 r. dziennikarz Hagamenon Brito zdefiniował wszystkie rodzaje muzyki wykonywanej z udziałem trios elétricos jako axé.
Do wachlarza muzyki axé dołączył również pop. W 1992 roku zespół Ara Ketu nagrał płytę, na której słychać nie tylko afrykańskie bębny, ale też muzykę elektroniczną. W tym samym roku Daniela Mercury wydała album O Canto da Cidade, który był wielkim sukcesem w Brazylii i rozsławił muzykę axé w całym kraju. Do nowego nurtu przyłączały się kolejne zespoły i artyści.

## Zespoły grające axé
- Ara Ketu
- Asa de Águia
- Banda Eva
- Baraká
- Chiclete com Banana
- É o Tchan
- Terra Samba
- Cheiro de Amor
- Ilê Aiyê

## Piosenkarze axé

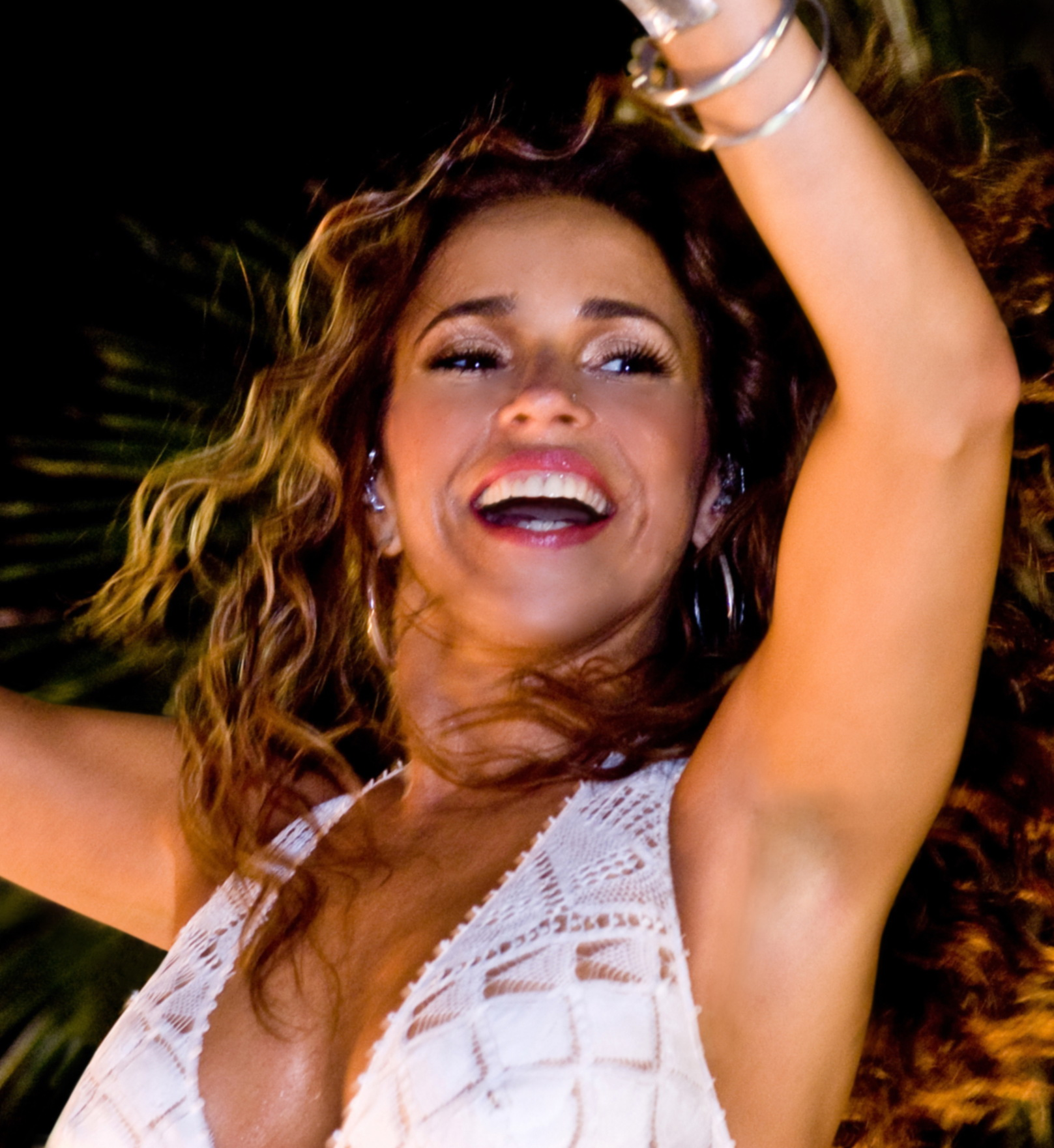
Daniela Mercury podczas karnawału w Salvadorze

- Daniela Mercury
- Ivete Sangalo
- Margareth Menezes
- Saulo Fernandes
- Carlinhos Brown
- Netinho
- Claudia Leitte

## Utwory
- Ilê Ayê – Gilberto Gil
- Fricote – Luís Caldas
- Eu Sou Negão – Gerônimo
- Salvador Não Inerte – Olodum
- Madagascar Olodum – Banda Reflexus
- Meia Lua Inteira – Caetano Veloso
- O Canto da Cidade – Daniela Mercury
- É o Bicho – Ricardo Chaves
- Cara Caramba – Chiclete com Banana
- Milla – Netinho
- A Namorada – Carlinhos Brown
- Água Mineral – Timbalada
- É o Tchan – Gera Samba
- Dança do Bumbum – É o Tchan
- Liberar Geral – Terrasamba
- Mal Acostumado – Araketu
- Dança da Sensual – Banda Cheiro de Amor